# Куржимани
Куржимани (чеш. Kuřimany, бывш. нем. Kurschiman) — муниципалитет на юге Чешской Республики, в Южночешском крае. Входит в состав района Страконице.
Один из самых малонаселённых муниципалитетов Чехии.

## География и транспорт
Расположен в южной части района, в 8 км к юго-востоку от Страконице и в 45 км к северо-западу от Ческе-Будеёвице.
Граничит с муниципалитетами Тршешовице (с северо-востока), Парачов (с востока), Скали (с юго-востока), Литоховице (с юга), Милеёвице (с юго-запада) и Милонёвице (с северо-запада).
В деревне раз в сутки по рабочим дням останавливается автобус, идущий между Баворовом и Страконице.

## Изменение административного подчинения
- 1850 год — Австрийская империя, Богемия, край Пльзень, политический и судебный район Страконице;
- 1855 год — Австрийская империя, Богемия, край Писек, судебный район Страконице;
- 1868 год — Австро-Венгрия, Цислейтания, Богемия, политический и судебный район Страконице[5];
- 1920 год — Чехословацкая Республика, Ческе-Будеёвицкая жупания[чеш.], политический и судебный район Страконице
- 1928 год — Чехословацкая Республика, Чешская земля, политический и судебный район Страконице
- 1939 год — Протекторат Богемии и Моравии, Богемия, область Клатови, политический и судебный район Страконице[6]
- 1945 год — Чехословацкая Республика, Чешская земля, административный и судебный район Страконице[7]
- 1949 год — Чехословацкая Республика, Ческе-Будеёвицкий край, район Страконице[8]
- 1960 год — ЧССР, Южночешский край, район Страконице
- 2003 год — Чехия, Южночешский край, район Страконице, ОРП Страконице

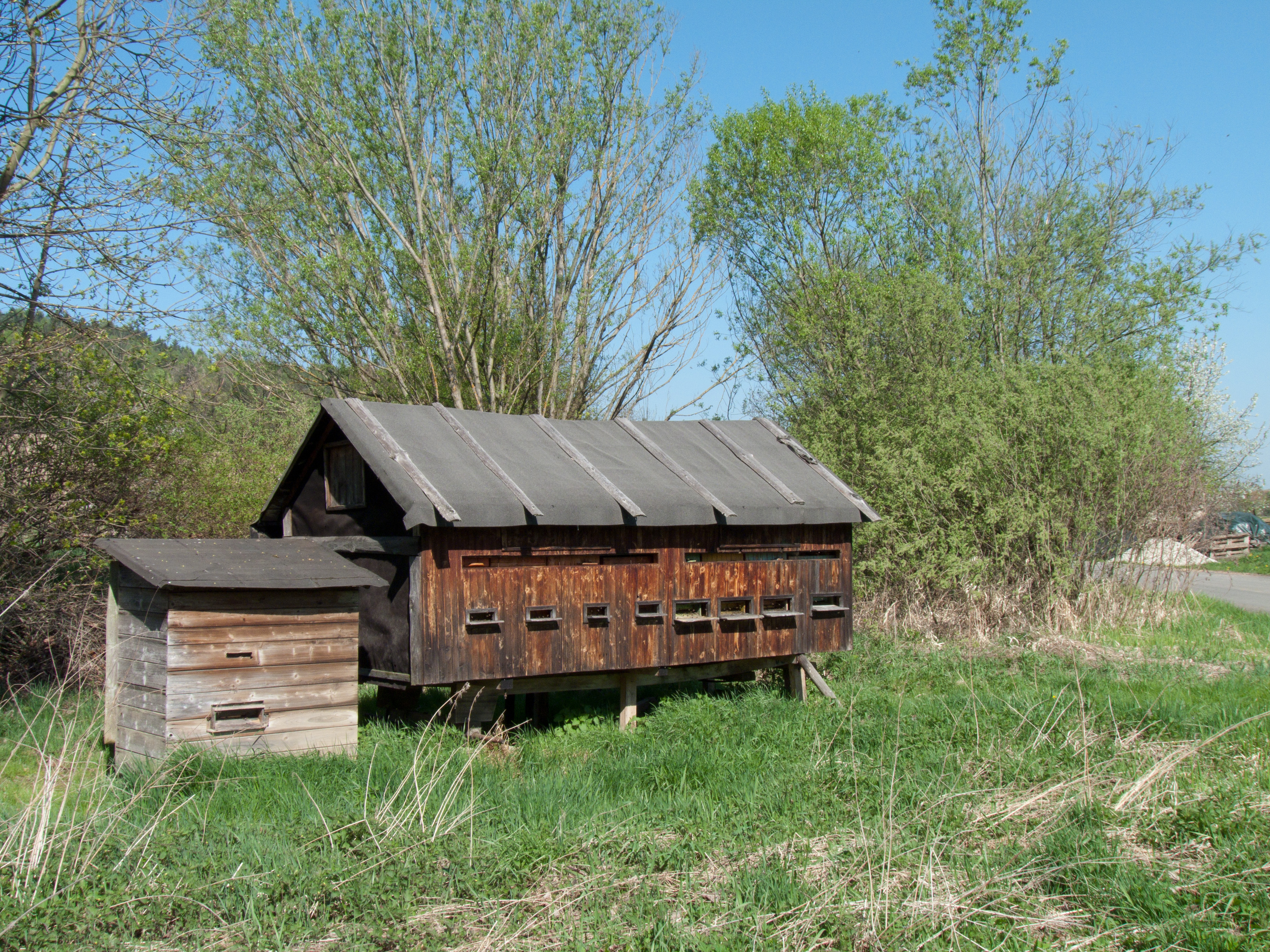
Пасека в южной части муниципалитета

## Население
| Год  | Численность | Численность |
| ---- | ----------- | ----------- |
| 1869 | 133         | [ 9 ]       |
| 1880 | 135         | [ 9 ]       |
| 1890 | 124         | [ 9 ]       |
| 1900 | 116         | [ 9 ]       |
| 1910 | 118         | [ 9 ]       |
| 1921 | 115         | [ 9 ]       |
| 1930 | 119         | [ 9 ]       |
| 1950 | 75          | [ 9 ]       |
| 1961 | 83          | [ 9 ]       |
| 1970 | 58          | [ 9 ]       |
| 1980 | 51          | [ 9 ]       |
| 1991 | 42          | [ 9 ]       |
| 2001 | 28          | [ 9 ]       |
| 2011 | 26          | [ 9 ]       |
| 2014 | 26          | [ 10 ]      |
| 2016 | 28          | [ 11 ]      |
| 2017 | 33          | [ 12 ]      |
| 2018 | 34          | [ 13 ]      |
| 2019 | 38          | [ 14 ]      |
| 2020 | 37          | [ 15 ]      |
| 2021 | 43          | [ 16 ]      |
| 2022 | 46          | [ 17 ]      |
| 2023 | 53          | [ 18 ]      |
| 2024 | 46          | [ 19 ]      |
| 2025 | 47          | [ 3 ]       |

Численность населения снижалась со Второй мировой войны до 1990-х годов.
По переписи 2011 года в деревне проживало 26 человек (из них 13 чехов и 13 не указавших национальность), из них 11 мужчин и 15 женщин (средний возраст — 44,7 года).
Из 24 человек старше 14 лет 8 имели базовое (в том числе неоконченное) образование, 11 — среднее, включая учеников (из них 7 — с аттестатом зрелости), 1 — высшее профессиональное и 4 — высшее (2 бакалавра и 2 магистра).
Из 26 человек 15 были экономически активны (из них 2 безработных), 11 — неактивны (8 неработающих пенсионеров, 2 учащихся и 1 прочий иждивенец).
Из 13 работающих 3 работали в промышленности, 2 — в информатике и связи, 4 — в риэлторской, научно-технической и административной деятельности, 1 — в здравоохранении.